# Corfinio
Corfinio là một đô thị thuộc tỉnh L'Aquila trong vùng Abruzzo Ý. Đô thị này có diện tích 18 km², dân số 997 người. Các đô thị giáp ranh gồm: Popoli (PE), Pratola Peligna, Raiano, Roccacasale, Tocco da Casauria (PE), Vittorito